# Ielkhovka (Vladímir)
|  | Per a altres significats, vegeu «Ielkhovka». |

Ielkhovka (en rus: Елховка) és un poble de l'óblast de Vladímir, a Rússia, segons el cens del 2010 tenia 26 habitants. Pertany al districte municipal de Sóbinka.